# Nashville Knights
Die Nashville Knights waren eine US-amerikanische Eishockeymannschaft aus Nashville, Tennessee. Das Team spielte von 1989 bis 1996 in der East Coast Hockey League.

## Geschichte
Die Nashville Knights wurden 1989 als Franchise der East Coast Hockey League gegründet. In ihrer Premierenspielzeit, der Saison 1989/90, erreichte die Mannschaft auf Anhieb die Playoffs, in denen sie dem späteren Finalisten Winston-Salem Thunderbirds in der ersten Runde mit 1:4 Siegen in der Best-of-Seven-Serie unterlag. Seine beiden erfolgreichsten Spielzeiten absolvierte das Team in den Jahren 1992/93 und 1994/95, als es jeweils erst in der dritten Playoff-Runde scheiterte. Dort unterlag man dem späteren Sieger Toledo Storm und den später im Finale unterlegenen Greensboro Monarchs.     
Im Sommer wurde das Franchise nach Pensacola, Florida, umgesiedelt, wo es anschließend unter dem Namen Pensacola Ice Pilots am Spielbetrieb der ECHL teilnahm.

## Saisonstatistik
Abkürzungen: GP = Spiele, W = Siege, L = Niederlagen, T = Unentschieden, OTL = Niederlagen nach Overtime SOL = Niederlagen nach Shootout, Pts = Punkte, GF = Erzielte Tore, GA = Gegentore, PIM = Strafminuten
| Saison  | GP | W  | L  | T | OTL | SOL | Pts | GF  | GA  | Platz     | Playoffs                        |
| 1989/90 | 60 | 26 | 30 | — | 4   | —   | 56  | 248 | 289 | 6., ECHL  | Niederlage in der ersten Runde  |
| 1990/91 | 64 | 29 | 31 | — | 4   | —   | 62  | 307 | 317 | 5., West  | nicht qualifiziert              |
| 1991/92 | 64 | 24 | 36 | — | 4   | —   | 52  | 246 | 335 | 8., West  | nicht qualifiziert              |
| 1992/93 | 64 | 36 | 25 | — | 3   | —   | 75  | 312 | 305 | 3., West  | Niederlage in der dritten Runde |
| 1993/94 | 68 | 26 | 36 | — | 1   | 5   | 58  | 255 | 289 | 3., West  | Niederlage in der ersten Runde  |
| 1994/95 | 68 | 32 | 30 | — | 6   | —   | 70  | 263 | 279 | 3., West  | Niederlage in der dritten Runde |
| 1995/96 | 70 | 42 | 22 | — | —   | 6   | 90  | 368 | 307 | 2., South | Niederlage in der ersten Runde  |

## Team-Rekorde

### Karriererekorde
Spiele: 178  Rob Dumas
Tore: 168  Trevor Jobe
Assists: 168  Trevor Jobe
Punkte: 336   Trevor Jobe
Strafminuten: 770  Brock Kelly